# Sportivo Tarapacá Ferrocarril
L'Sportivo Tarapacá Ferrocarril, també conegut com a Centro Social Tarapacá, fou un club de futbol peruà de la ciutat de Lima.

## Història
El club va ser fundat l'any 1911 a la ciutat del Callao amb el nom Club Sportivo Tarapacá. Quan l'empresa peruana dels ferrocarrils començà a donar suport a l'equip, aquest es traslladà a Lima, adoptant el nom Sportivo Tarapacá Ferrocarril.
Va jugar a la primera divisió peruana entre els anys 1926 i 1937. La seva millor posició fou la segona posició la temporada 1926. Després del seu descens l'any 1937 es fusionà amb Centro Iqueño que militaba en una categoría inferior.